# 大罗密镇
大罗密镇是中国黑龙江省哈尔滨市方正县下辖的一个镇，位于松花江南岸。